# USS LST-958
O USS LST-958 foi um navio de guerra norte-americano da classe LST que operou durante a Segunda Guerra Mundial.